# Терра-Нова (Пернамбуку)
Терра-Нова (порт. Terra Nova) — муниципалитет в Бразилии, входит в штат Пернамбуку. Составная часть мезорегиона Сан-Франсиску-Пернамбукану. Входит в экономико-статистический микрорегион Петролина. Население: в 2000 году — 7949 жителей, в 2004 году — 7518 жителей, в 2008 году — 9596 жителей . Занимает площадь 361 км².

## Статистика
- Индекс развития человеческого потенциала на 2000 год составляет 0,666 (данные: Программа развития ООН).